# Eloeophila kintaro
Eloeophila kintaro är en tvåvingeart som först beskrevs av Alexander 1957.  Eloeophila kintaro ingår i släktet Eloeophila och familjen småharkrankar. Inga underarter finns listade i Catalogue of Life.